# Grande museo egizio
Il Grande museo egizio (in arabo المتحف المصري الكبير‎?, al-Matḥaf al-Maṣriyy al-Kabīr, in inglese Grand Egyptian Museum, GEM), noto anche come Museo di Giza (Giza Museum), è un museo di arte egizia, in costruzione nei pressi della Necropoli di Giza.  
Una volta completato ospiterà oltre 100 000 manufatti della civiltà dell'antico Egitto tra cui la collezione di Tutankhamon, in molti casi si tratta di pezzi che verranno esposti per la prima volta.
La superficie espositiva prevista è pari a 81000 m² che ne fanno il più grande museo archeologico del mondo. Il museo fa parte del master plan per l'Altopiano di Giza chiamato "Giza 2030".
In origine il completamento dell'edificio era previsto per il 2013. A luglio del 2024 sono state aperte solo alcune parti del museo, le collezioni non sono ancora accessibili al pubblico.

## Storia
Il progetto dell'edificio è stato deciso durante una concorso di architettura, annunciato il 7 gennaio 2002 e conclusosi il 2 giugno 2003, con la vittoria di Heneghan Peng Architects di Dublino. La costruzione è stata affidata al colosso dell'edilizia belga BESIX.
Tra i classificati vi sono stati: Coop Himmelblau, Héctor Vigliecca, Luciene Quel, Ruben Verdi, Michael Zimmermann, Engel und Zimmermann, Fernando Pardo Calvo, Bernardo Garcia Tapia, Nuno Filipe Morais Monteiro e Martin Roubik, i quali ricevettero una menzione d'onore. Il 2 febbraio 2010, Hill International annunciò che il Ministero della Cultura egiziano ha firmato un contratto con essa e l'EHAF Consulting Engineers, per fornire servizi di project management durante la progettazione e la costruzione del museo.
Il 5 gennaio 2002, l'allora presidente egiziano Hosni Mubarak pose la prima pietra del Grand Egyptian Museum e il 25 agosto 2006 la Statua di Ramses II è stata spostata da Piazza Ramses al Cairo all'altopiano di Giza, in previsione della costruzione del museo, ed, in seguito, è stata trasferita all'ingresso del museo nel gennaio 2018. Nel 2007, il museo ha ottenuto un prestito di 300 milioni di dollari dalla Japan Bank for International Cooperation.
Il progetto subì numerosi ritardi a causa di difficoltà ambientali, finanziarie e politiche, culminate nella sospensione dei lavori durante la Primavera araba del 2011. Solo con il ritorno della stabilità politica nel 2014, il progetto poté riprendere, finanziato da prestiti internazionali. Nel 2015 il ministro Mamdouh al-Damaty annunciò che il museo sarebbe stato aperto parzialmente a maggio 2018. Il 29 aprile 2018 è scoppiato un incendio vicino all'ingresso, ma i manufatti non sono stati danneggiati e le cause dell'incendio sono sconosciute. Nel maggio 2018, l'ultimo dei carri del faraone Tutankhamon fu trasferito al Grande Museo Egizio.
Molti dei reperti del museo sono stati trasferiti sia dal Museo Egizio del Cairo che dai musei egizi minori di tutto l'Egitto.

## Struttura
La superficie espositiva è di 32.000 metri quadrati e il costo di progettazione e costruzione per i primi vent'anni ammonta a 1.2 miliardi di dollari.
L'edificio ha la forma di un triangolo smussato nel piano ed è sito a due chilometri a nord-ovest delle piramidi di Giza, vicino allo svincolo autostradale Cairo-Alex. Le pareti nord e sud dell'edificio si allineano direttamente con la Piramide di Cheope e la Piramide di Micerino. Di fronte all'edificio vi è una grande piazza, piena di palme di dattero. Una delle caratteristiche principali del museo è il muro di pietra traslucido, realizzato in alabastro, che costituisce la facciata anteriore dell'edificio. L'interno dell'ingresso principale si apre in un grande atrio, da cui si accede alle sale del museo.
Il museo è strutturato in diverse sale espositive, ciascuna dedicata a un periodo specifico della storia egizia. Le epoche rappresentate includono il Nuovo Regno (1550-1070 a.C.), il Terzo Periodo Intermedio (1070-664 a.C.), il Periodo Tardo (664-332 a.C.) e il Periodo Greco-Romano (332 a.C.-395 d.C.). Un'attenzione particolare è riservata al faraone Tutankhamon, con una sala dedicata ai tesori del faraone sette volte più grande rispetto a quella del Museo Egizio di Tahrir. L'intera collezione del tesoro di Tutankhamon, per la prima volta esposta nella sua interezza, sarà al centro del museo.
Uno degli aspetti più innovativi del GEM è l’uso della tecnologia. Saranno utilizzati dispositivi di realtà virtuale e aumentata per arricchire l'esperienza dei visitatori, con sezioni che raccontano, ad esempio, la storia della sepoltura di Tutankhamon. La combinazione tra esposizione fisica e tecnologia moderna mira a garantire un’esperienza interattiva e immersiva.
Oltre alle 12 sale principali, il GEM ospita una grande scalinata alta sei piani che offre una vista sulle Piramidi e spazi per esposizioni monumentali. Il museo include anche gallerie per bambini, ristoranti, negozi, un Centro Congressi e un Auditorium. Tutto ciò rende il museo un luogo di incontro per la cultura, l'intrattenimento e l'educazione.

## Collezioni
Tra i reperti che verranno mostrati al museo vi sono: 
- la collezione completa della tomba di Tutankhamon.
- 5398 manufatti trasferiti dal Museo Egizio del Cairo.
- Reperti scelti dai musei egizi di Luxor, Minya, Sohag, Assiut, Beni Suef, Fayoum, Delta e Alessandria.[15]

## Galleria d'immagini

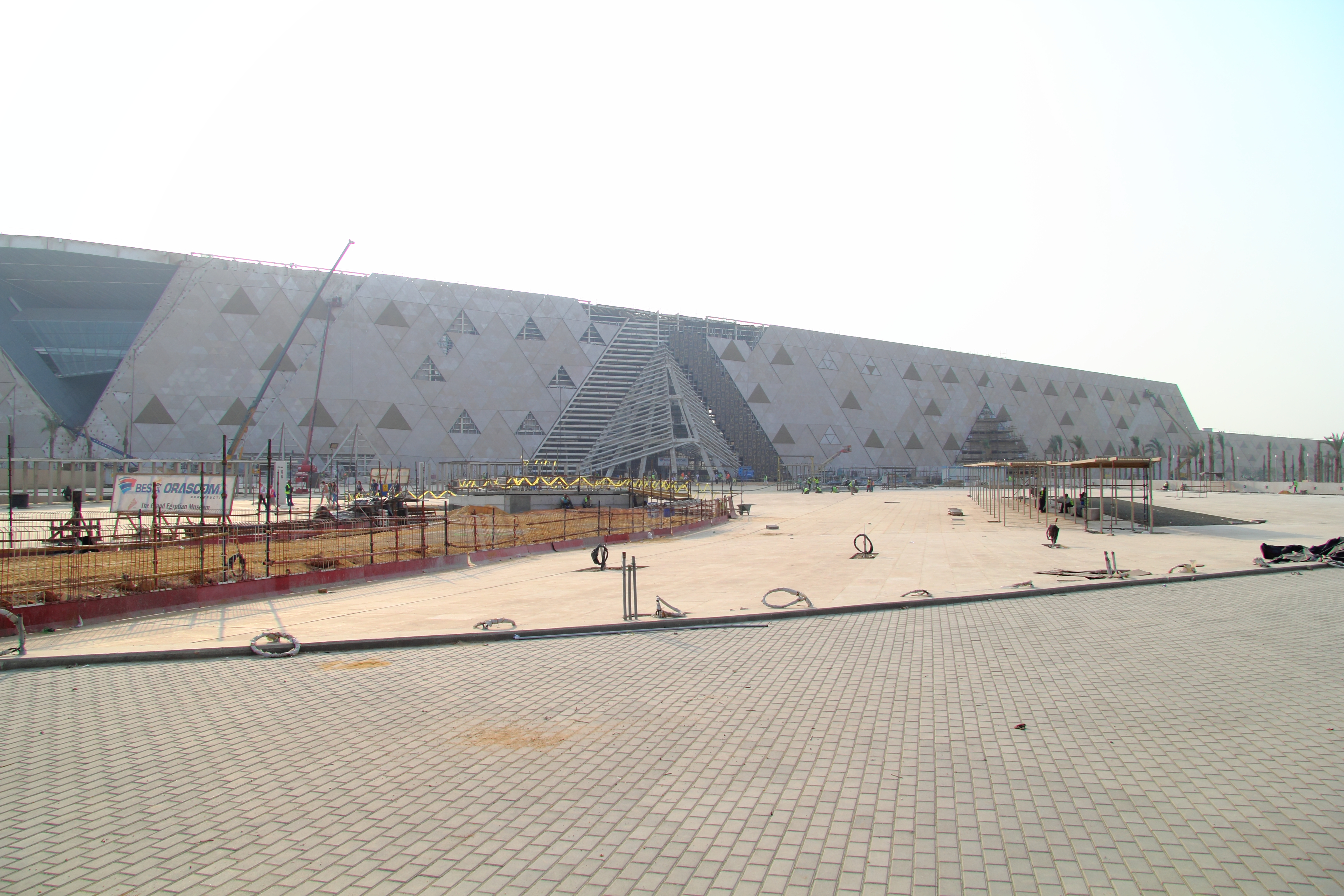
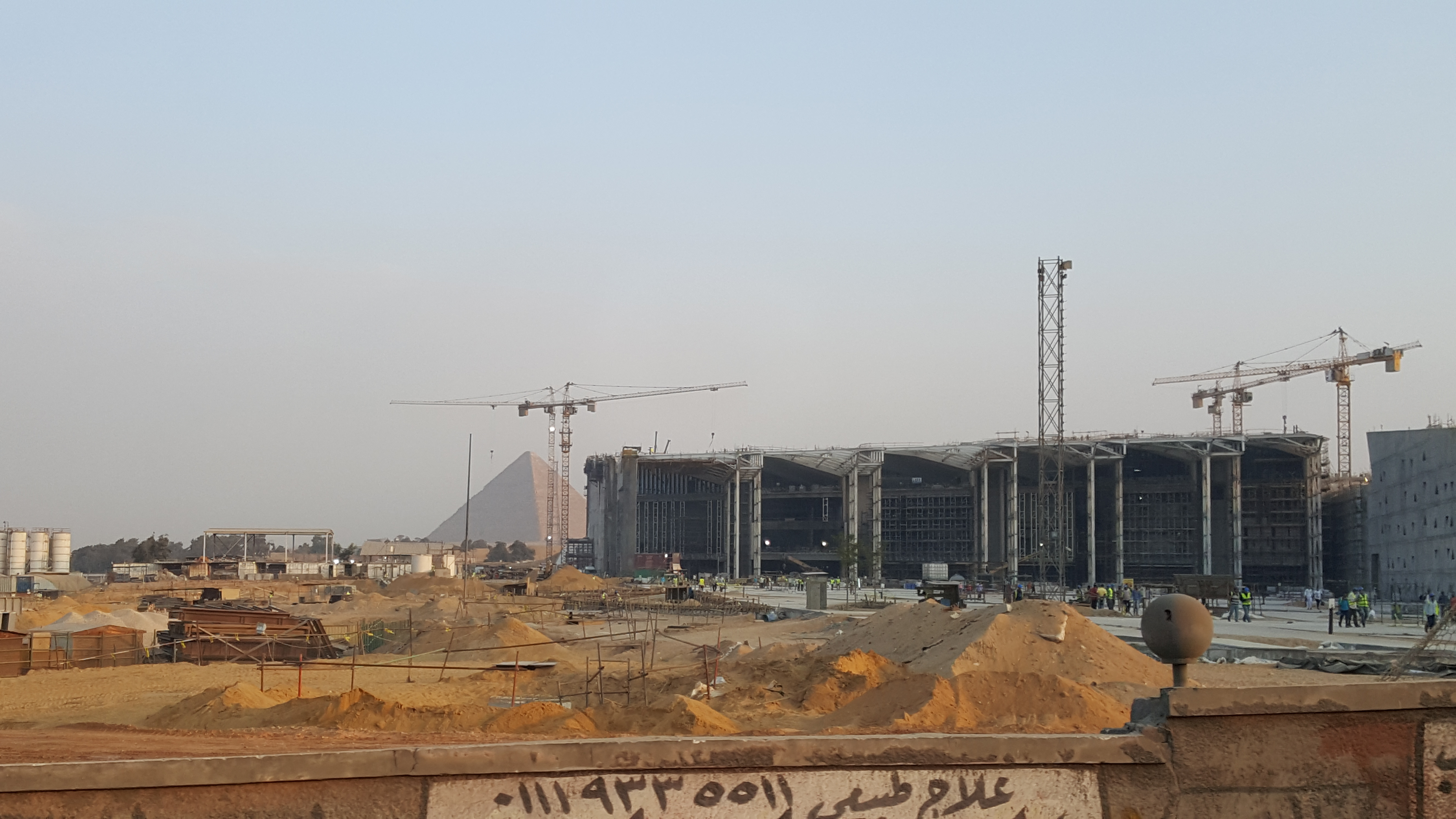
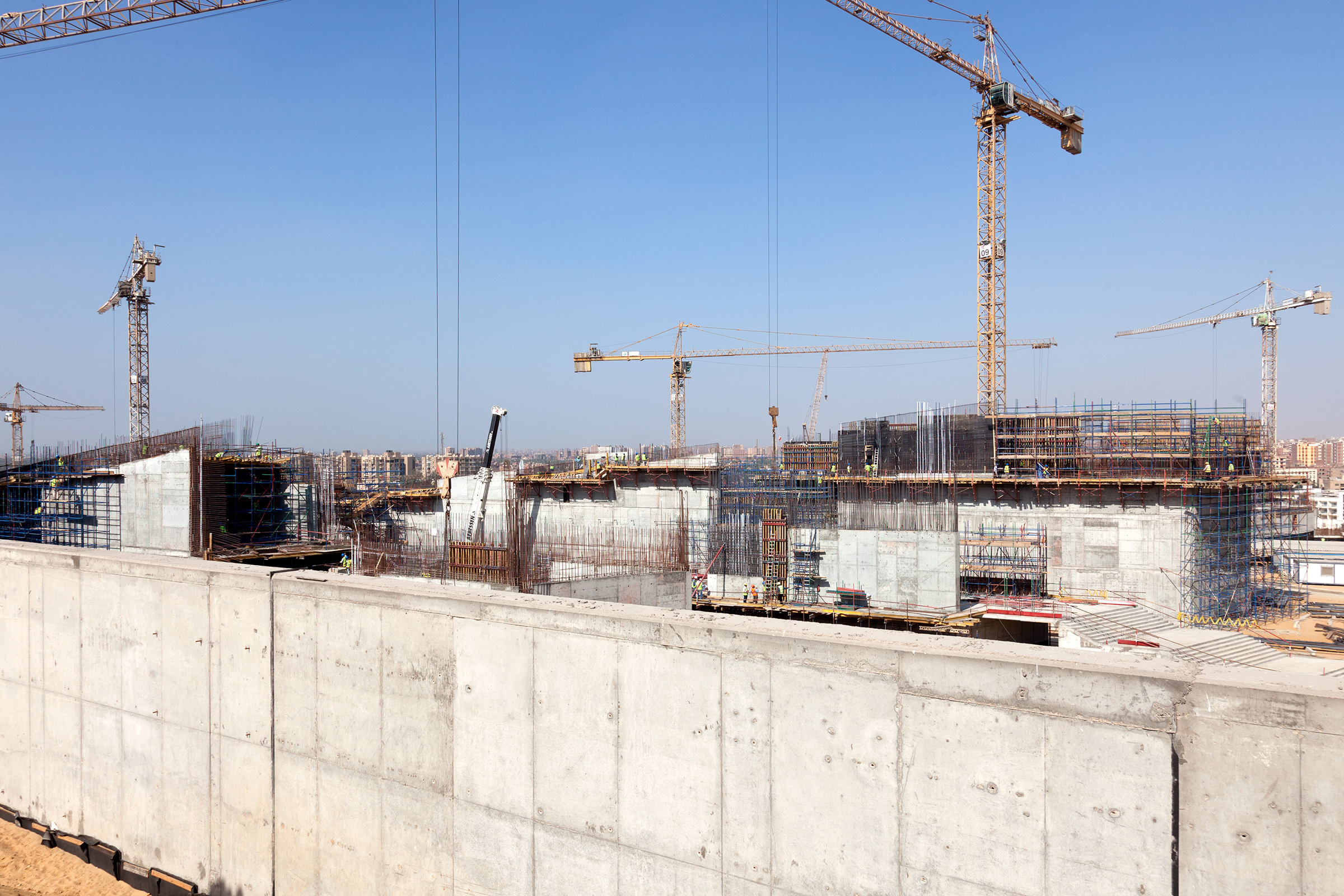